# Nahim Marun
Nahim Marun é um pianista brasileiro. Ele foi premiado com "O Solista do Ano de 1995", pela Associação Paulista de Críticos de Arte e foi indicado para "Melhor Pianista de 1999" pelo Governo do Estado de São Paulo, como resultado de suas intensas de atividades musicais no Brasil e no exterior.

## Formação
Os principais professores de Nahim Marun foram a pianista Brasileira Isabel Mourão , em São Paulo, e o pianista Grant Johannesen na Cidade de Nova York, tendo concluído o Mestrado em Música no Piano da Mannes College of Music , em Nova York (Como bolsista da  CAPES).
Ele recebeu título de Doutor em  Música pela  Universidade Estadual de Campinas (como bolsista da  FAPESP ), com a tese "A Técnica de Piano de Johannes Brahms", e Pós-Doutorado na Université Paris-Sorbonne (Paris IV).

## Carreira
Marun participou de um grande número de produções e gravações de Música Contemporânea Brasileira, incluindo vários CDs de música brasileira para piano solo e conjuntos de câmara como Em Movimento , Historias Fantasticas , Pulsares . Estreou vários trabalhos de compositores brasileiros como Gil Jardim, Almeida Prado, Flo Menezes, Eduardo Seincman, Ronaldo Miranda  and Edino Krieger.
Em 2001, gravou um CD, em Gênova, com o violinista Cláudio Cruz para a marca italiana Dinâmico Este CD, Música de Violino no Brasil, foi escolhido entre os melhores lançamentos do ano pela península Ibérica e latino-Americana da Sociedade de Música de Londres e também foi altamente recomendado por revistas de música como Diverdi na Espanha, Diapason na França e American Record Guide.
Em 2005, Marun e a soprano Cláudia Riccitelli foram escolhidos como os únicos músicos clássicos para serem patrocinados pelo Governo Brasileiro durante o "Ano do Brasil na França". Este evento contou com recitais em Paris, e também a gravação de um CD chamado "Villa-Lobos em Paris". Este CD, que traz a músicas de Heitor Villa-Lobos - incluindo Um Perl de fazer Bebês para piano solo e Epigramas Irônicos e Sentimentais, para soprano e piano – foi premiado com o "Diapasão Dourado" pela Revista Diapason e O Melhor Clássico de CD de 2006 pela revista Bravo!
Marun leciona piano desde de 1998, na Universidade Estadual Paulista UNESP. Ele é frequentemente convidado para dar cursos em todo o Brasil, e ele tem escrito artigos em revistas Per Musi (Universidade Federal de Minas Gerais, Brasil) . Ele é o autor do livro "Avançada Técnica de Piano", com base em 51 Exercícios de Johannes Brahms  e também Crítico de crítico de Villa-Lobos Canções para voz e Piano" 